# Titu
Titu là một thị xã thuộc hạt Dâmbovița, România. Dân số thời điểm năm 2002 là 10226 người.